# Улица Постышева (Донецк)
Улица Постышева — одна из центральных улиц Донецка. Появилась в 1890-х годах параллельно Первой линии. В начале улицы сохранились ряд зданий конца XIX века.

## Расположение
Улица Постышева находится в Ворошиловском районе Донецка. Она идёт в направлении с юга на север. С запада параллельно ей идёт улица Артёма, с востока — улицы Горького и Челюскинцев. Её пересекают следующие проспекты: Лагутенко, Труда, Павших Коммунаров, Садовый, 25-летия РККА, Маяковского, Комсомольский, Гурова, Театральный.

## Название
Первоначально улица называлась Седьмая линия, наряду с другими линиями в Юзовке. В 1928 году линии были переименованы, в том числе и Седьмая, которая получила название Новомартеновская. В 1937 году в честь столетия со дня смерти Александра Сергеевича Пушкина улица была переименована в Пушкинскую. Во время немецкой оккупации Донецка в годы Великой Отечественной войны названия, связанные с Советской властью заменили на предыдущие, в том числе улицы центра города снова стали называться номерными линиями. После освобождения города улицам вернули довоенные названия.
В середине 1950-х годов в честь Пушкина был назван новый бульвар Пушкина, и улица была переименована в честь Павла Петровича Постышева — советского государственного и партийного деятеля. Поскольку личность Постышева неоднозначно воспринимается на Украине, то так же неоднозначно воспринимается и название улицы. Донецкая областная организация Конгресса украинских националистов и её председатель Мария Олейник с 1990 года неоднократно обращались в Донецкий городской совет с просьбой городскому совету переименовать её в улицу имени Василия Стуса, а партия Україна Майбутнього предлагала вернуть название Седьмая линия.
В ночь с 24 на 25 ноября 2007 года неизвестными вандалами были разбита мемориальная доска на улице Постышева, которая размещалась на фасаде дома № 66. По словам Олейник, это сделали неизвестные патриоты.
В 2009 году областная организация общества «Просвита» под руководством всё той же Марии Олейник вновь обратилась в Донецкий городской совет с просьбой переименовать в улицу имени Стуса, но смену имени не утвердила депутатская комиссия.

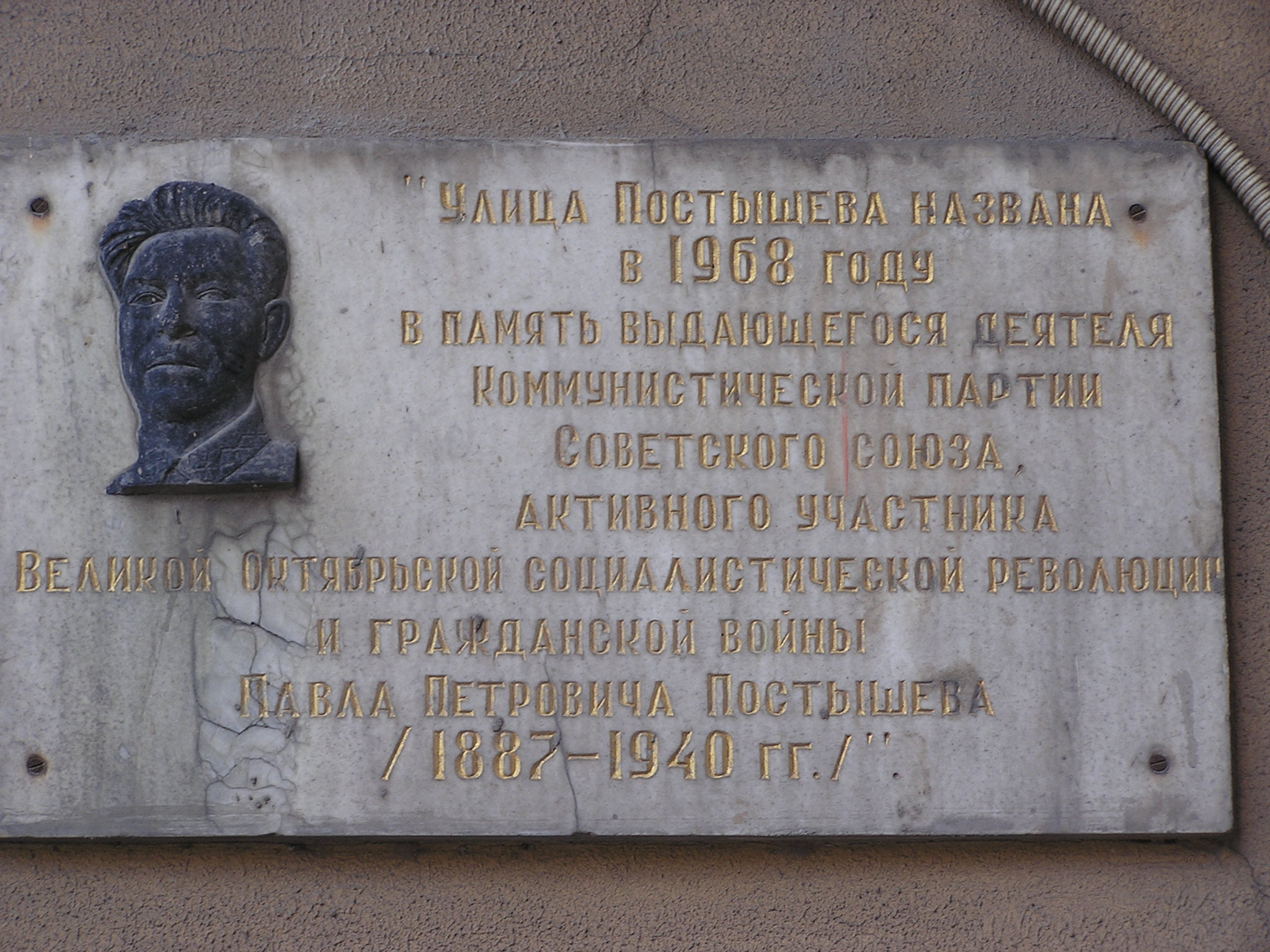
Мемориальная доска на Постышева
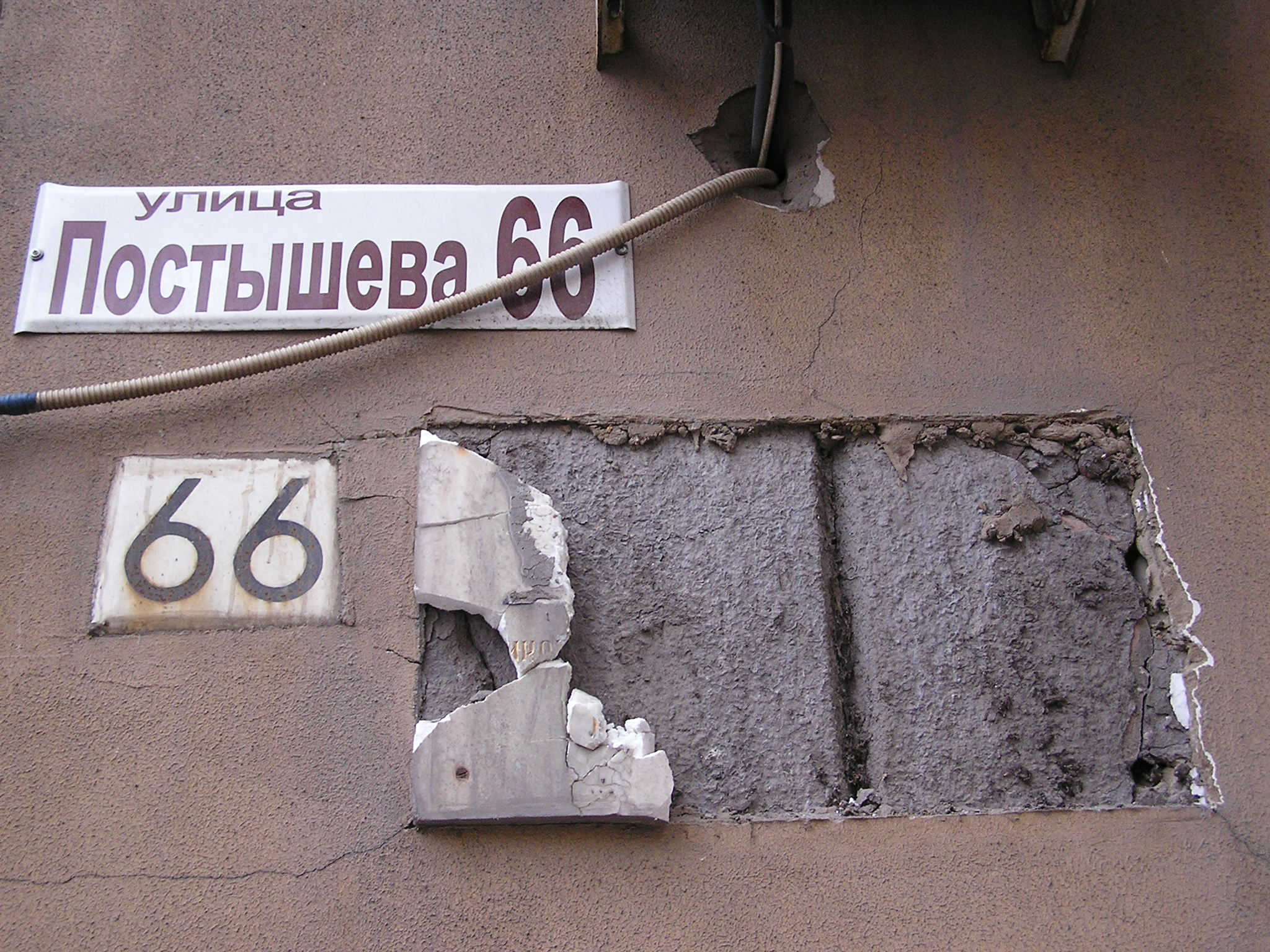
Мемориальная доска на Постышева, разбитая националистами
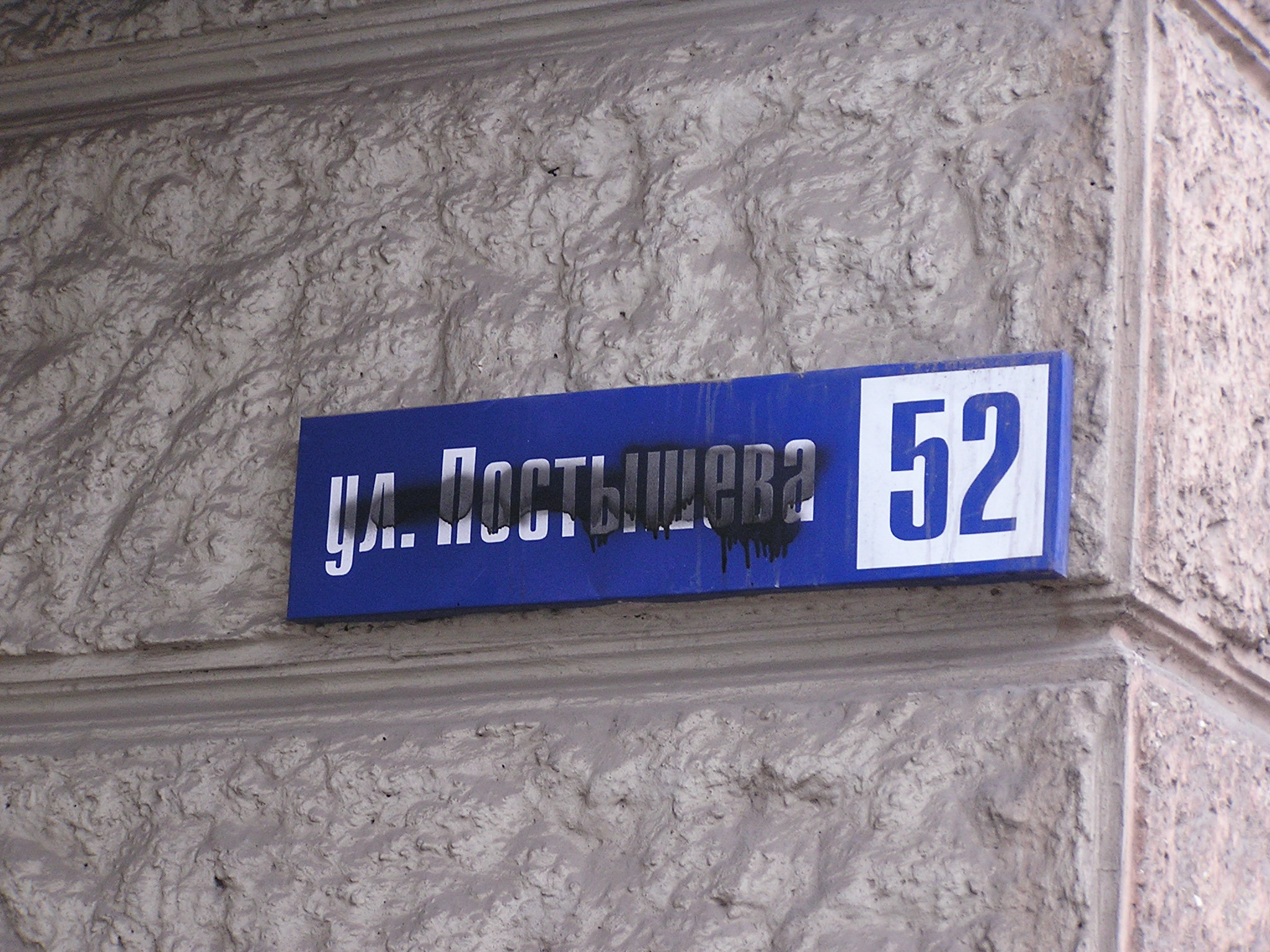
Табличка с названием улицы, замазанная краской

## Здания

### Синагога
В конце XIX века на седьмой линии были построены молитвенный дом и первая в Юзовке синагога. К 1910 году здание синагоги и молитвенного дома перестало вмещать верующих и еврейская община построила новое здание синагоги на четвёртой линии, где с 1920 года начались регулярные богослужения. Здание первой синагоги было разрушено в годы Великой Отечественной войны и в настоящее время не сохранилось. Сейчас на этом месте Донецкая областная филармония.

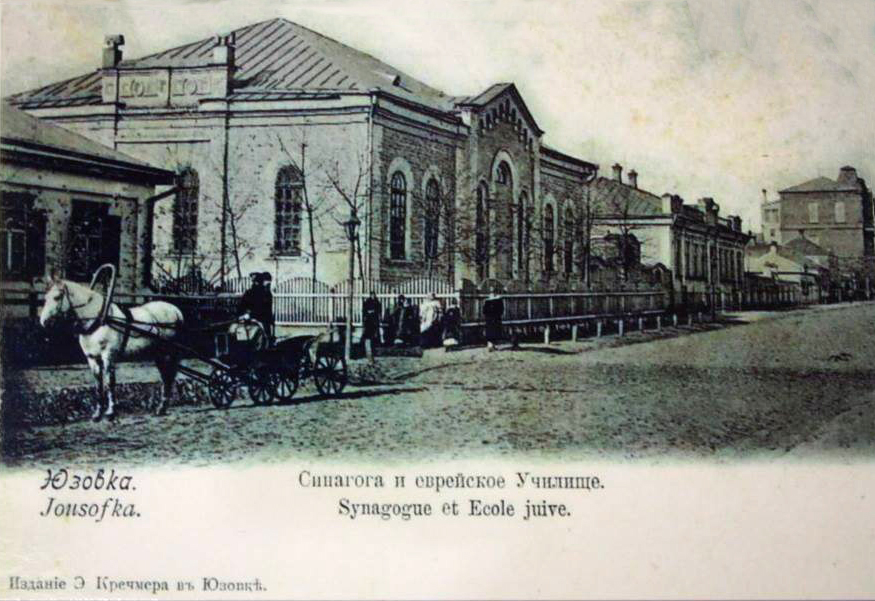
Первая юзовская синагога на седьмой линии. Фотография 1910 года
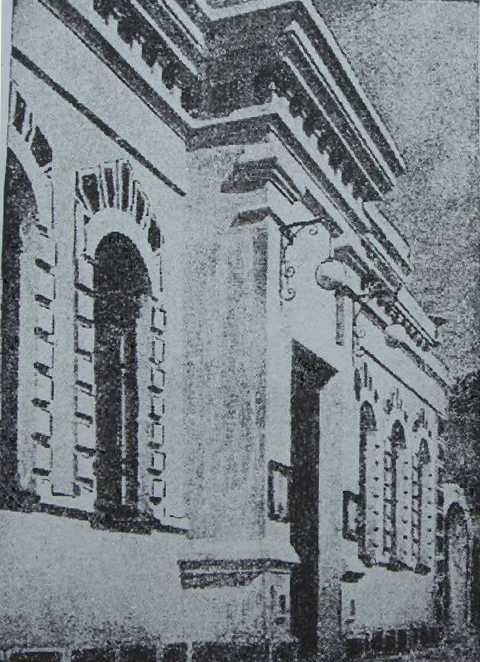
Клуб медработников (здание бывшей синагоги). Фотография 1938 года

### Гостиница «Великобритания»
См.также статью Великобритания (гостиница).
Гостиница «Великобритания» (Постышева, 20) — одно из старейших сохранившихся зданий в Донецке. Здание гостиницы было построено в 1883 году. Сначала оно было двухэтажным, но в 1891 году надстроили третий этаж, после чего гостиница стала одним из самых высоких зданий в городе. Также долгое время здание являлось единственной гостиницей в городе.
Гостиницей «Великобритания» владел юзовский предприниматель Хаим Срулевич Соболев. В основном корпусе находились дорогие номера, а в пристройке — дешевые. К гостинице примыкал кинотеатр с залом на 350 человек — «иллюзион Соболева».
В гостинице останавливались писатели Александр Иванович Куприн (приезжавший в Юзовку как корреспондент киевских газет), Александр Серафимович Серафимович (от газеты «Приазовский край»), Константин Георгиевич Паустовский (приехавший на Юзовский завод в качестве приёмщика снарядов), Владимир Владимирович Маяковский (читал стихотворения в Сталино в 1927 году), Теодор Драйзер и инженеры Иван Павлович Бардин, Михаил Александрович Павлов.
В «Повесть о жизни» Паустовского вошла одноимённая глава с описанием гостиницы. Паустовский описывал гостиницу так:

Гостиница «Великобритания» заслуживает того, чтобы её описать, как давно вымершее ископаемое.
Стены её были выкрашены в цвет грязного мяса. Но это владельцу гостиницы показалось скучным. Он приказал покрыть стены модной тогда декадентской росписью — белыми и лиловыми ирисами и кокетливыми головками женщин, выглядывавшими из водяных лилий.
Неистребимый запах дешевой пудры, кухонного чада и лекарств стоял повсюду. Электричество горело тускло, читать при его желтушном свете было нельзя. Все кровати были продавлены, как корыта.
Коридорные девушки в любое время дня и ночи «принимали гостей».
Внизу на штопаном и перештопанном сукне бильярда отщелкивали «пирамидки» испитые юноши с кепками набекрень и в галстуках бабочкой. Каждый вечер кому-нибудь проламывали кием голову.
— Константин Паустовский. «Повесть о жизни»
В советское время гостиница была переименована в «Октябрь» и в 1920-е годы перепрофилирована в дом рабочих и колхозников.
Во время немецкой оккупации Донецка в годы Великой Отечественной войны в гостинице был бордель для немецких офицеров.
В 1990-е годы гостинице вернули историческое название и установили у входа две скульптуры львов. В настоящее время в здании находится 2-хзвёздочная гостиница с тем же названием — «Великобритания».

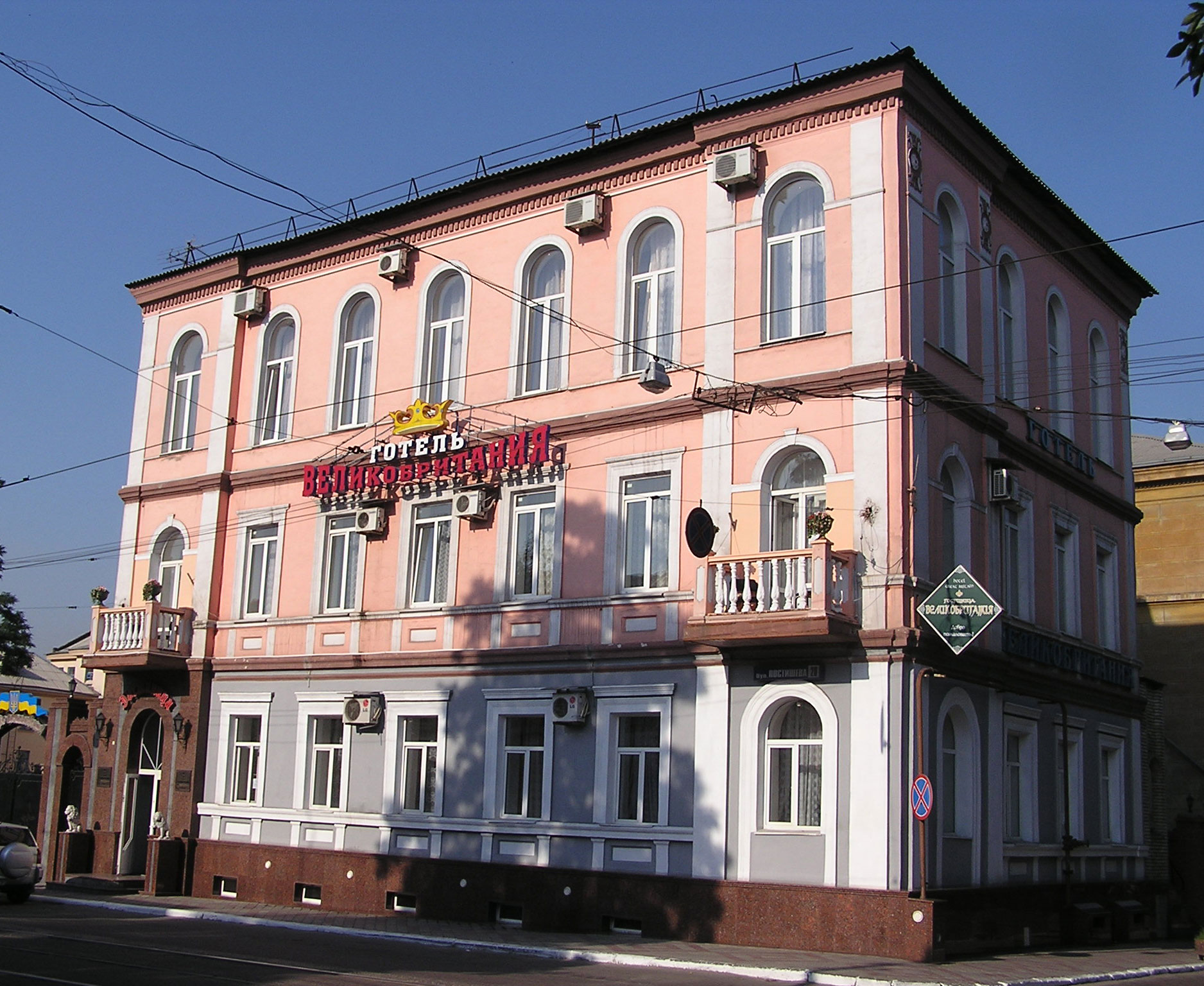
Фасад гостиницы «Великобритания», фотография 2006 года
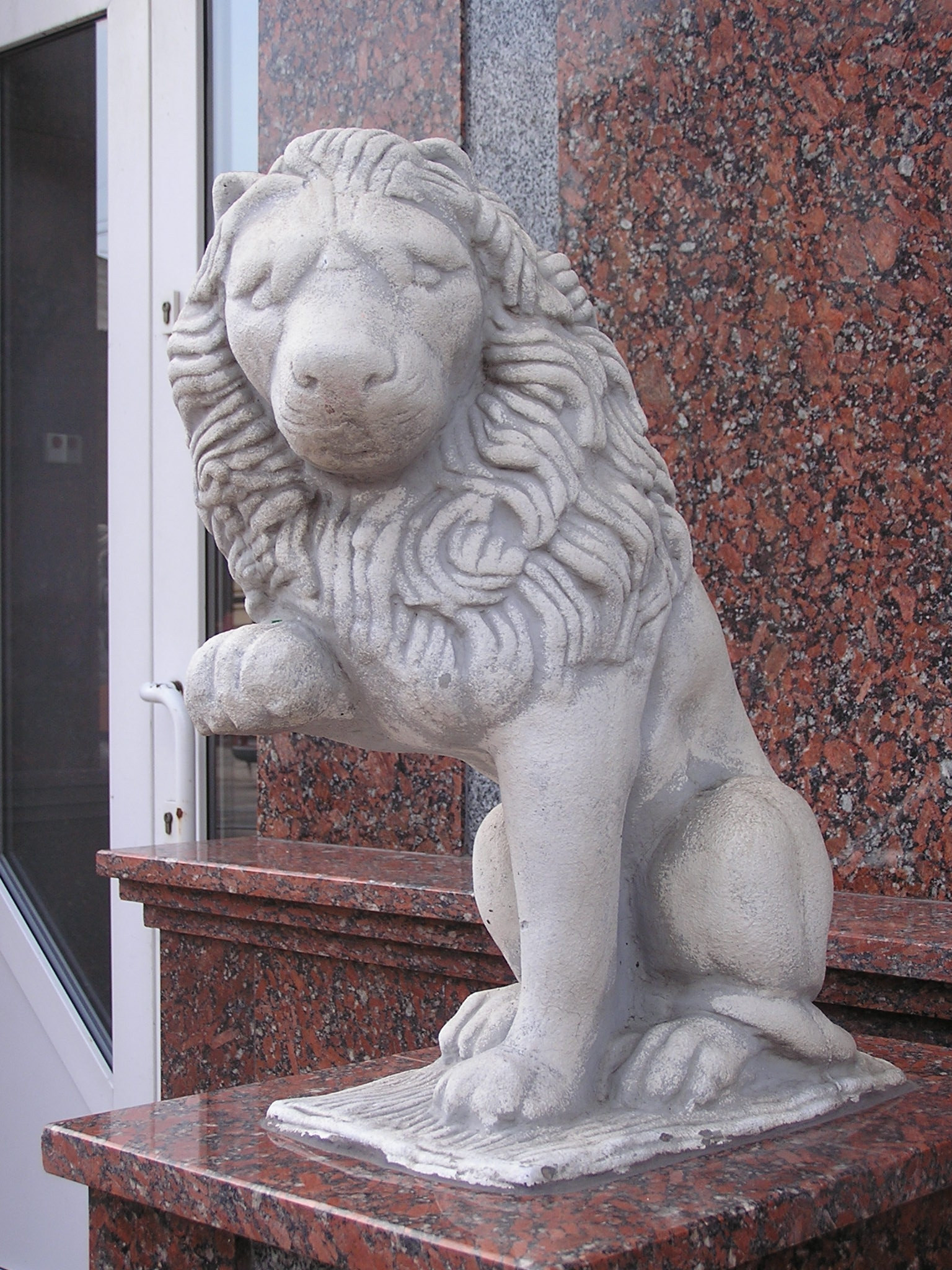
Лев у входа в гостиницу «Великобритания», фотография 2006 года

### Клуб приказчиков
В 1907 году Юзовское общество взаимопомощи приказчиков арендовало помещение, в котором располагался зрительный зал, клуб «Наш уголок», первая в городе библиотека-читальня общего пользования, самодеятельный театральный коллектив, любительский оркестр. Спектакли театрального коллектива и концерты были на идише, русском и украинском языках. В клубе «Наш уголок» выступали гастролёры. Здание в современном представлении располагалось по адресу Постышева 36 и было разрушено в 2007 году при строительстве торгово-развлекательного центра «Green plaza».

### Дом Кроля
Дом Кроля (ул. Постышева, 55) — памятник истории и архитектуры. Построен в Донецке в 1903 году для купца Давида Лазаревича Кроля.
Особняк выполнен в стиле модерн, новом для времени его постройки. Дом Кроля — одно из немногих в Донецке зданий в стиле модерн. В здании два этажа. Давид Кроль торговал облицовочной плиткой, которую производило предприятие в Бобруйске. Этой плиткой инкрустирован фасад дома.
Во дворе находилась печь, на которой Кроль обжигал кирпич, а в подвале хранились бутылки с соляной и серной кислотой на продажу.
Во времена СССР это был жилой дом, который сгорел в годы перестройки и несколько лет стоял в руинах. В дальнейшем особняк был реконструирован. Восстановление дома за свой счёт выполнила предприниматель Лариса Захарова.
В 1980-е годы планировалось включить дом и другие старинные дома этого района в мемориальную часть «Старая Юзовка», но из-за недостатка средств этот проект не был осуществлён.
При строительстве станции «Политехнический институт» донецкого метрополитена дом мог быть разрушен.
Напротив дома Кроля находился двухэтажный купеческий особняк конца XIX — начала XX века, который также планировалось включить в мемориальную часть «Старая Юзовка», но он был разрушен в апреле 2007 года при строительстве торгового центра «Green plaza».

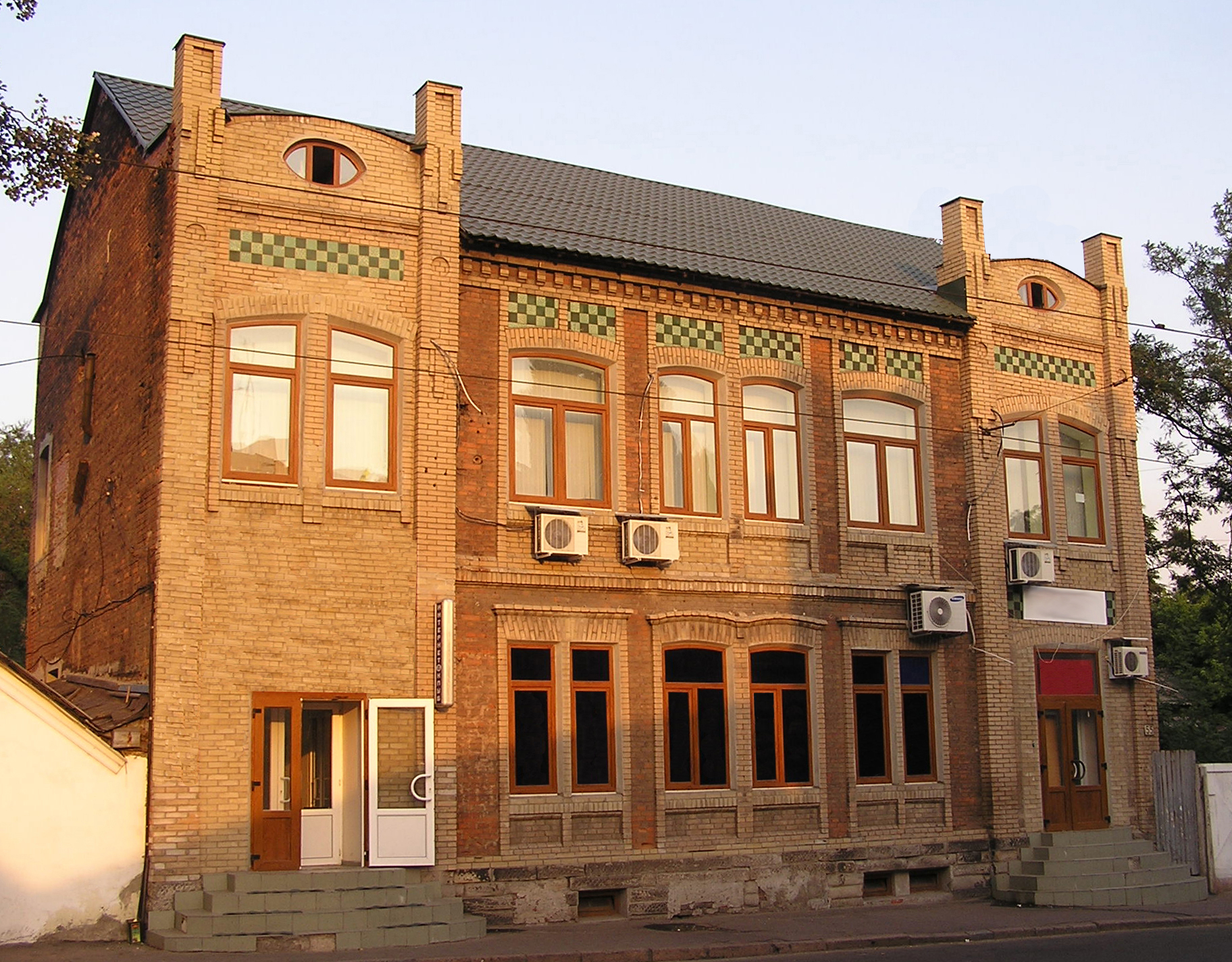
дом Кроля
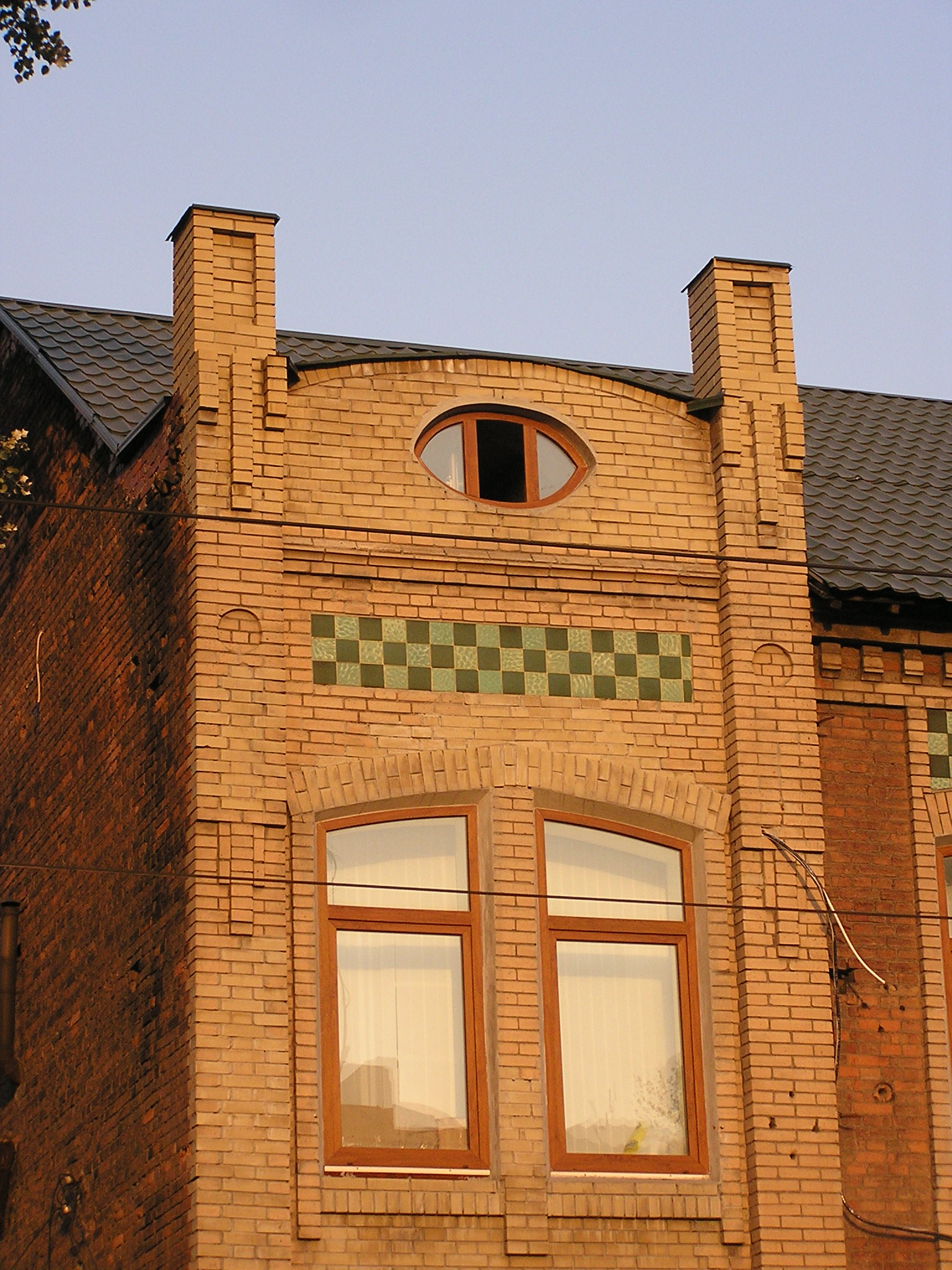
фасад дома Кроля, инкрустированный плиткой

### «Купеческий дом»
«Купеческий дом» (Постышева, 44) — двухэтажный купеческий особняк конца XIX — начала XX века в Донецке. Памятник истории и архитектуры. Разрушен в апреле 2007 года при строительстве культурно-общественного торгового центра.
Особняк был занесен в государственный реестр памятников Донецкой области.
В особняке было шесть комнат на двух этажах, в которых жил юзовский купец с семьёй. Общая площадь — 313, 9 кв. м. Напротив находится дом Кроля.
В 1980-е годы планировалось включить дом и другие старинные дома этого района в мемориальную часть «Старая Юзовка», но из-за недостатка средств этот проект не был осуществлён.
Управляющая компания ООО «Домус» получила разрешение Государственной службы по вопросам национального культурного наследия при Министерстве культуры и туризма Украины на строительства культурно-общественного торгового центра на месте памятника. За пять лет до строительства торгового центра особняк был выкуплен и на землю под ним была оформлена долгосрочная аренда.
В проекте указывалось, что при строительстве будет проведена реабилитация памятника архитектуры и фасадная часть дома встроена в фасад торгового центра. В публикациях в СМИ заместитель директора по связям с общественностью коммунального предприятия «Управление генерального плана Донецка» Ольга Сахно утверждала, что это не снос, а реконструкция. Один из руководителей ООО «Домус», утверждал, что дом использовался как притон для бомжей и наркоманов при том, что у здания были исправны и заперты окна и двери.
При работах здание было разрушено, на одном из фасадов «Green Plaza» была создана его имитация.

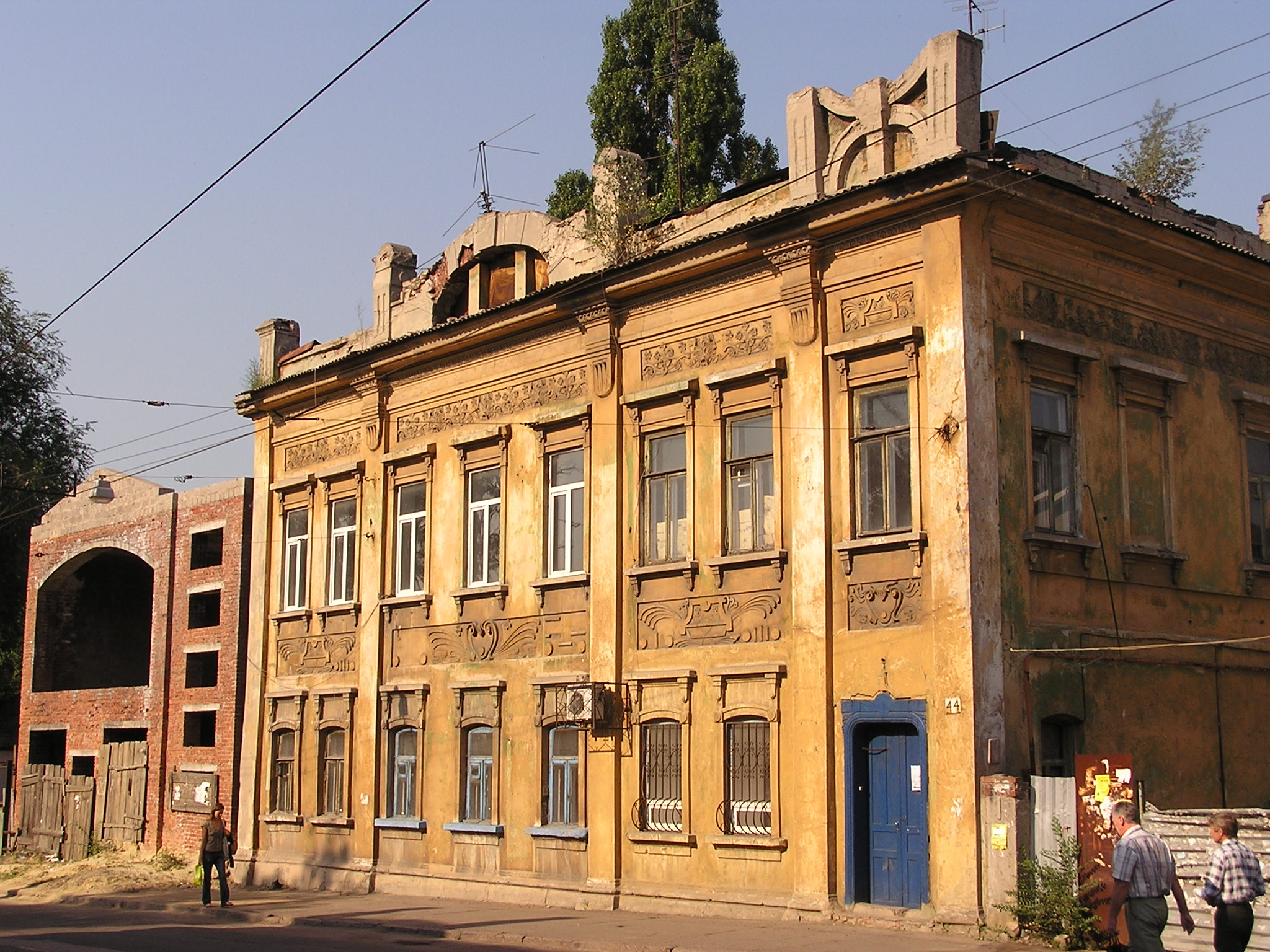
Фасад дома до разрушения. Фото 2006 года
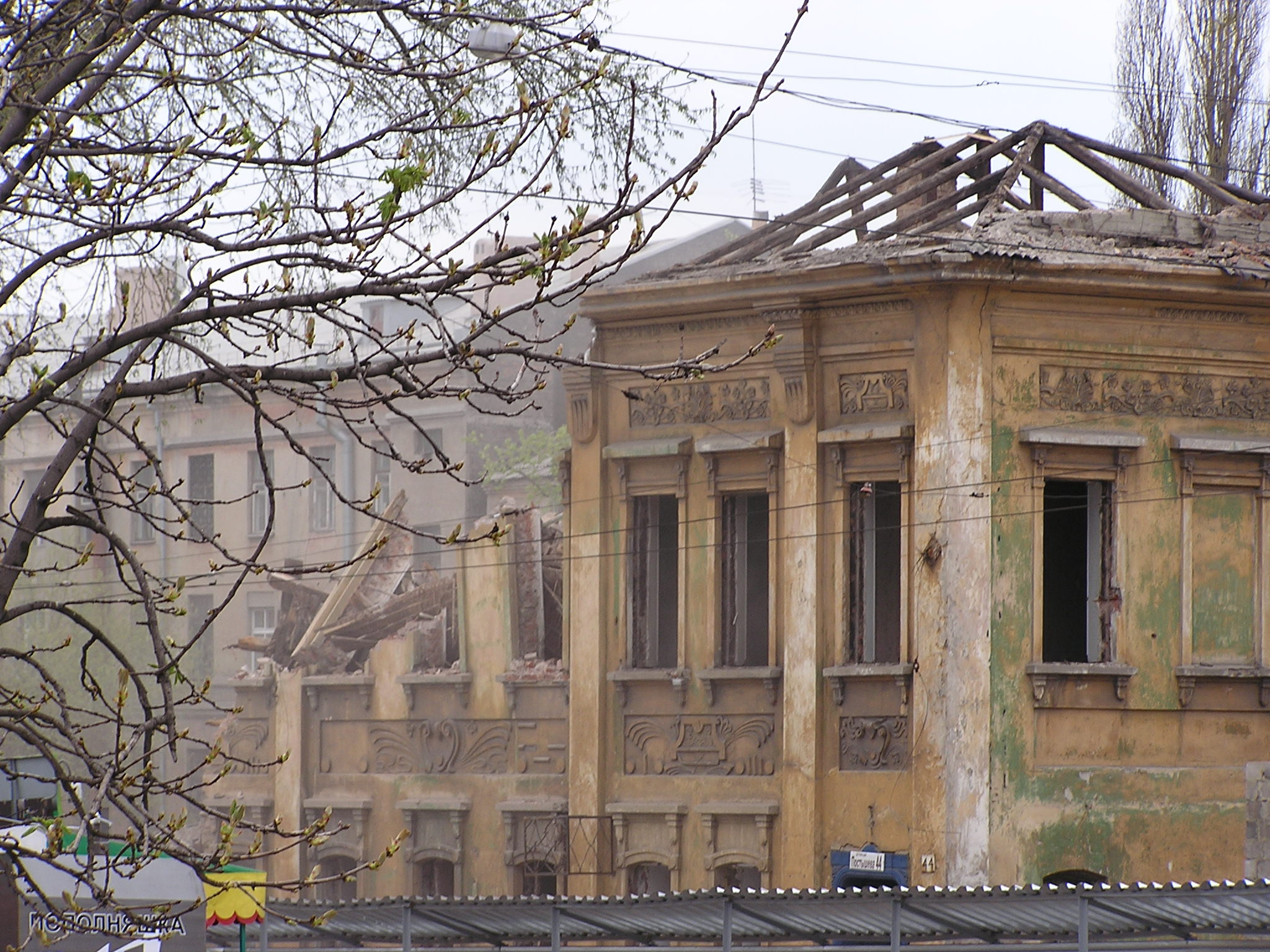
Фасад дома после начала «реабилитации». Фото 2007 года
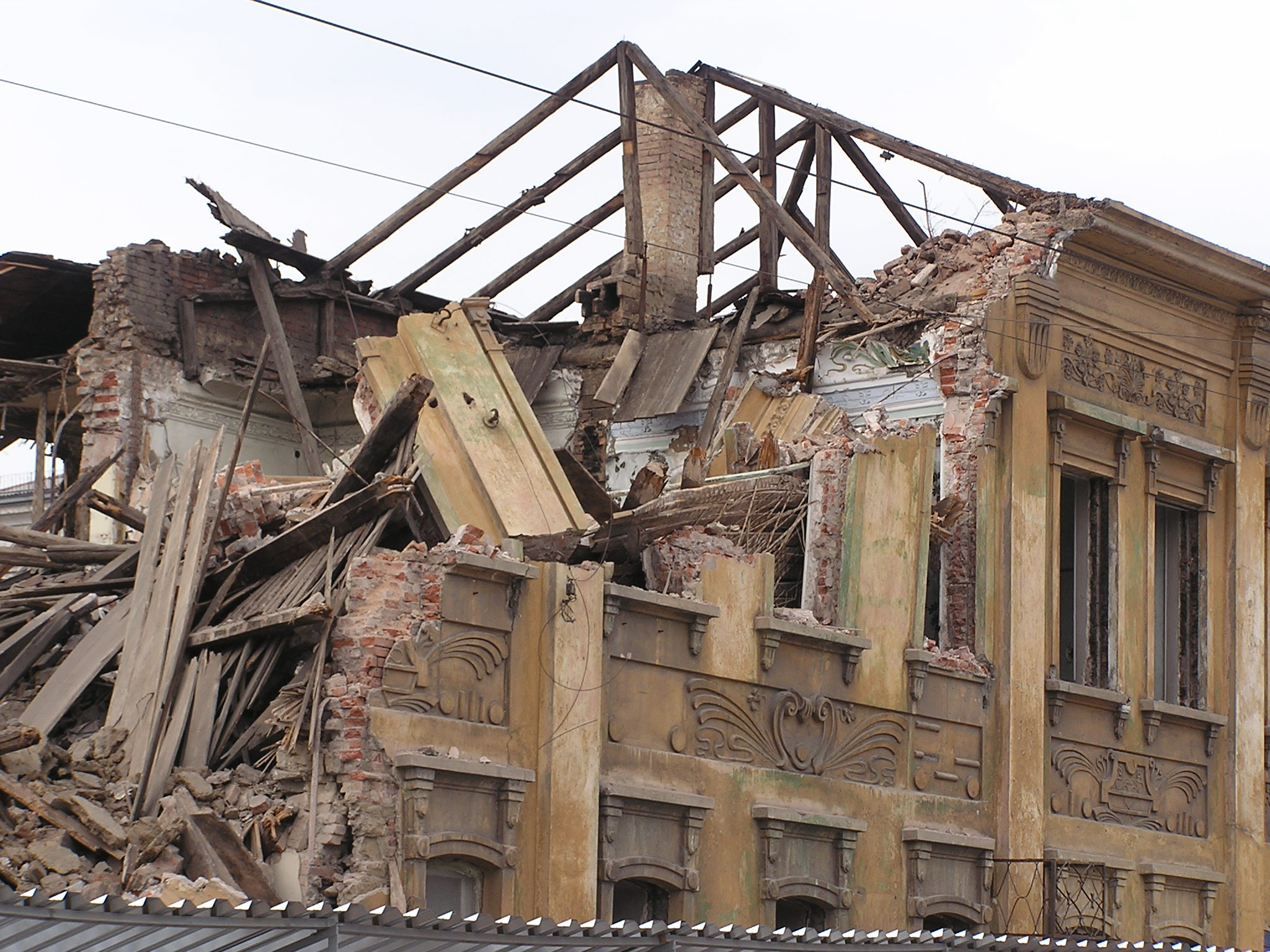
Разрушенный фасад дома. Фото 2007 года
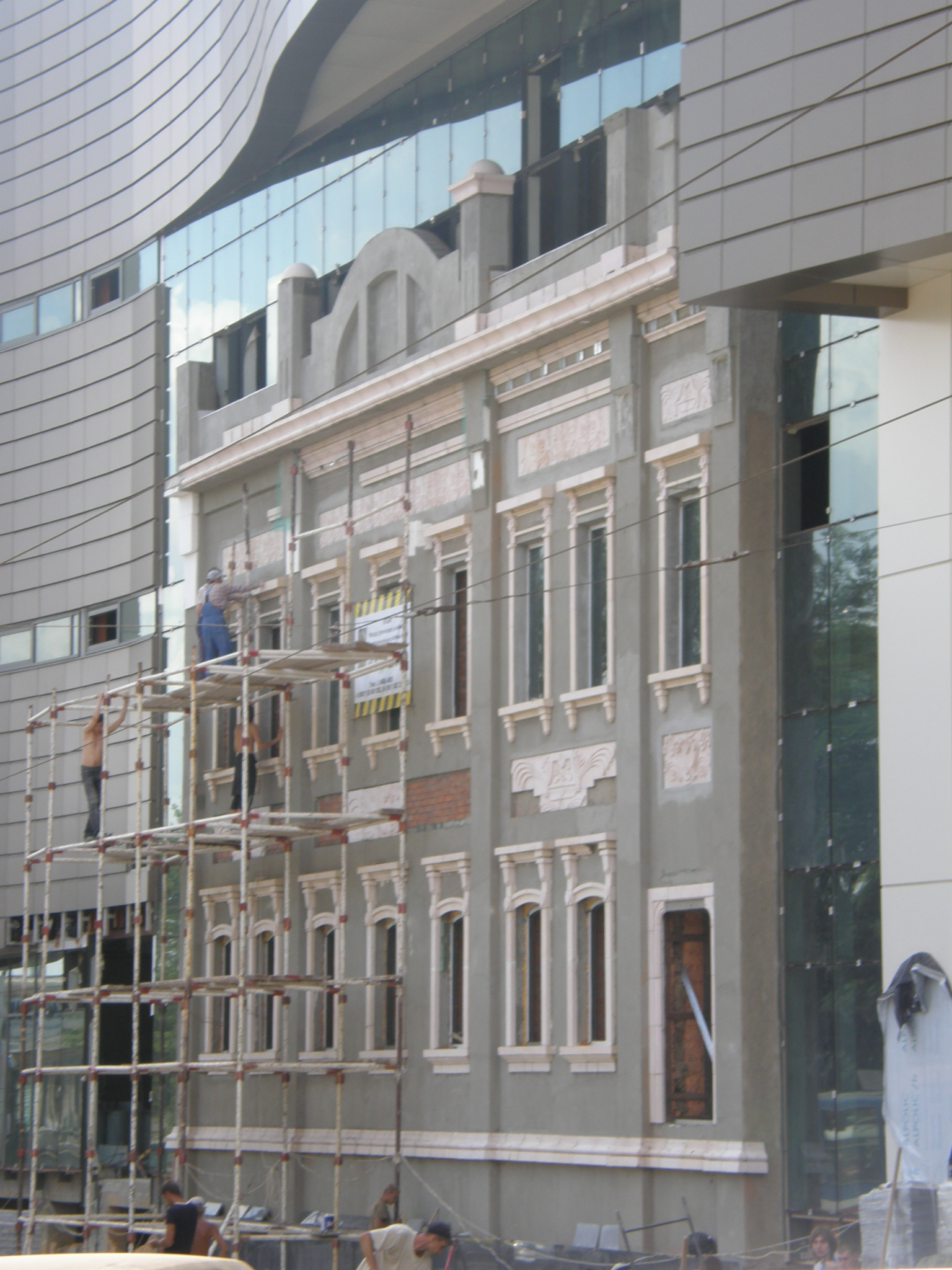
Копия исторического фасада. Фото 2009 года

### Green plaza
см. 

### Краеведческий музей
C 1944 по 1950 год в четырёхкомнатном одноэтажном жилом доме на 7-й линии (Постышева, 69) размещался краеведческий музей. Общая площадь помещений составила 70 м², в штате состояло 12 человек, а фонды музея насчитывали около 1000 экспонатов. В трёх комнатах была расположена экспозиция, а в четвёртой была канцелярия. В 1950 году музей переехал на Пушкина, 115 (так называлась улица Постышева в то время) и расположился в одноэтажном здании бывшей синагоги, совместно с 5 семьями жильцов, которые жили в полуподвале и на чердаке. Экспозиция находилась в 2 залах и 3 комнатах дома, а общая площадь помещений составляла 334 м². В 1954 году музей переехал в здание библиотеки имени Крупской.

### Дом Вигдергауза
Дом Вигдергауза был построен в 2007 году по проекту архитектора Павла Исааковича Вигдергауза. В доме два этажа. Он стилизован под юзовский модерн.

### Площадь Ленина
В начале 1950-х годов построили жилые и административные здания на улице Постышева вдоль восточной стороны площади Ленина.

### Филармония
Здание, в котором располагается концертный зал Донецкой областной филармонии имени Сергея Прокофьева, строилось как зеркальная копия здания Ворошиловского райисполкома — эти здания похожи в плане, но отличаются оформлением. Здание построено в 1930-е годы Южжилстроем и называлось «здание госучреждений». Его спроектировал архитектор Л. И. Котовский. После Великой Отечественной войны здание госучреждений значительно перестроили.
На фасаде здания установлены мемориальные доски:
- в честь того, что в нём в сентябре 1941 года размещался штаб 383-й шахтёрской стрелковой дивизии;
- в честь того, что в здании во время немецкой оккупации города в 1941—1943 годах размещалась подпольная группа, которая печатала антифашистские листовки;
- в честь того, что филармонии присвоено имя Сергея Сергеевича Прокофьева;
- в честь того, что в филармонии размещён орган, на котором играл Пётр Ильич Чайковский.

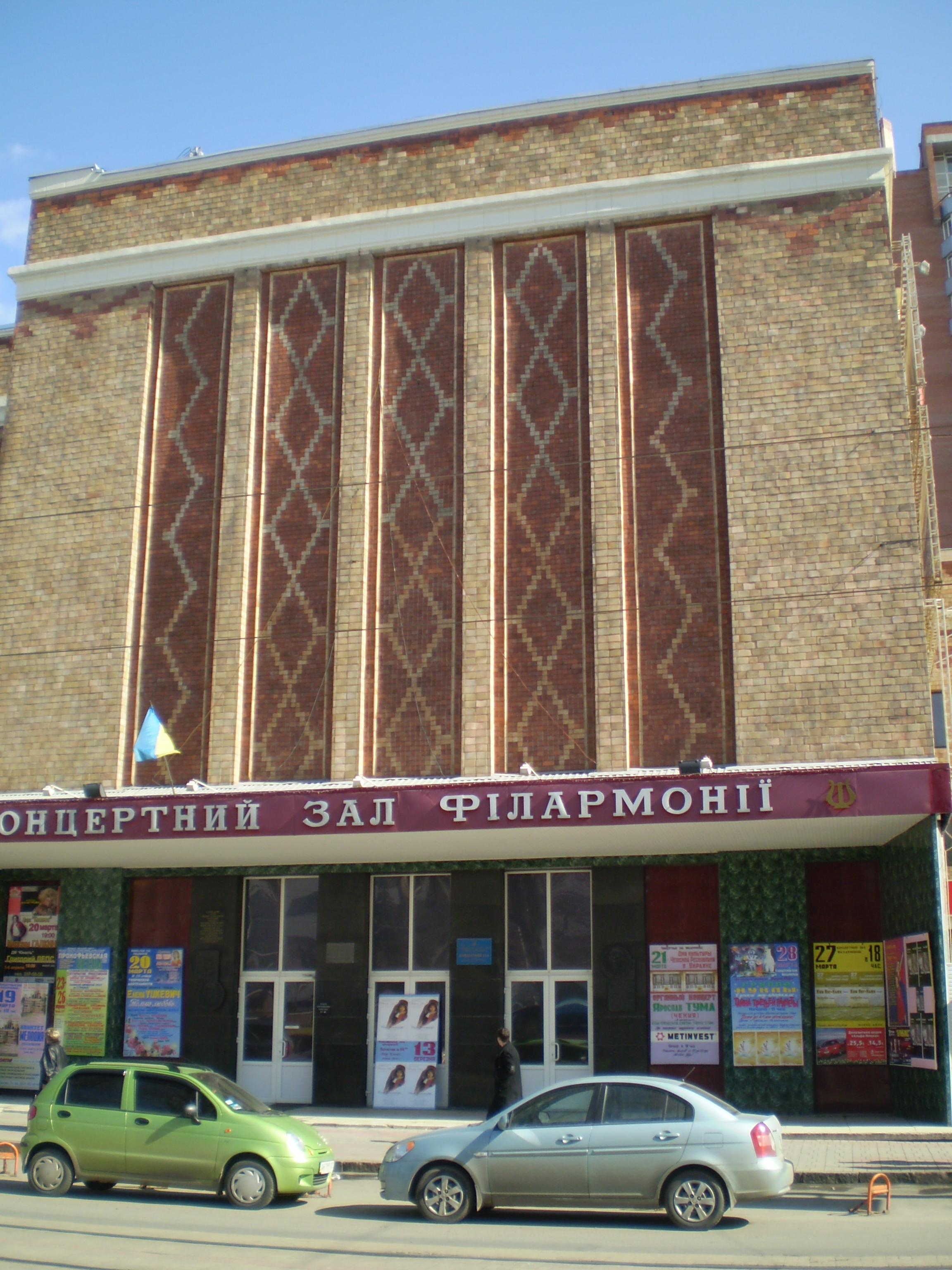
Донецкая областная филармония
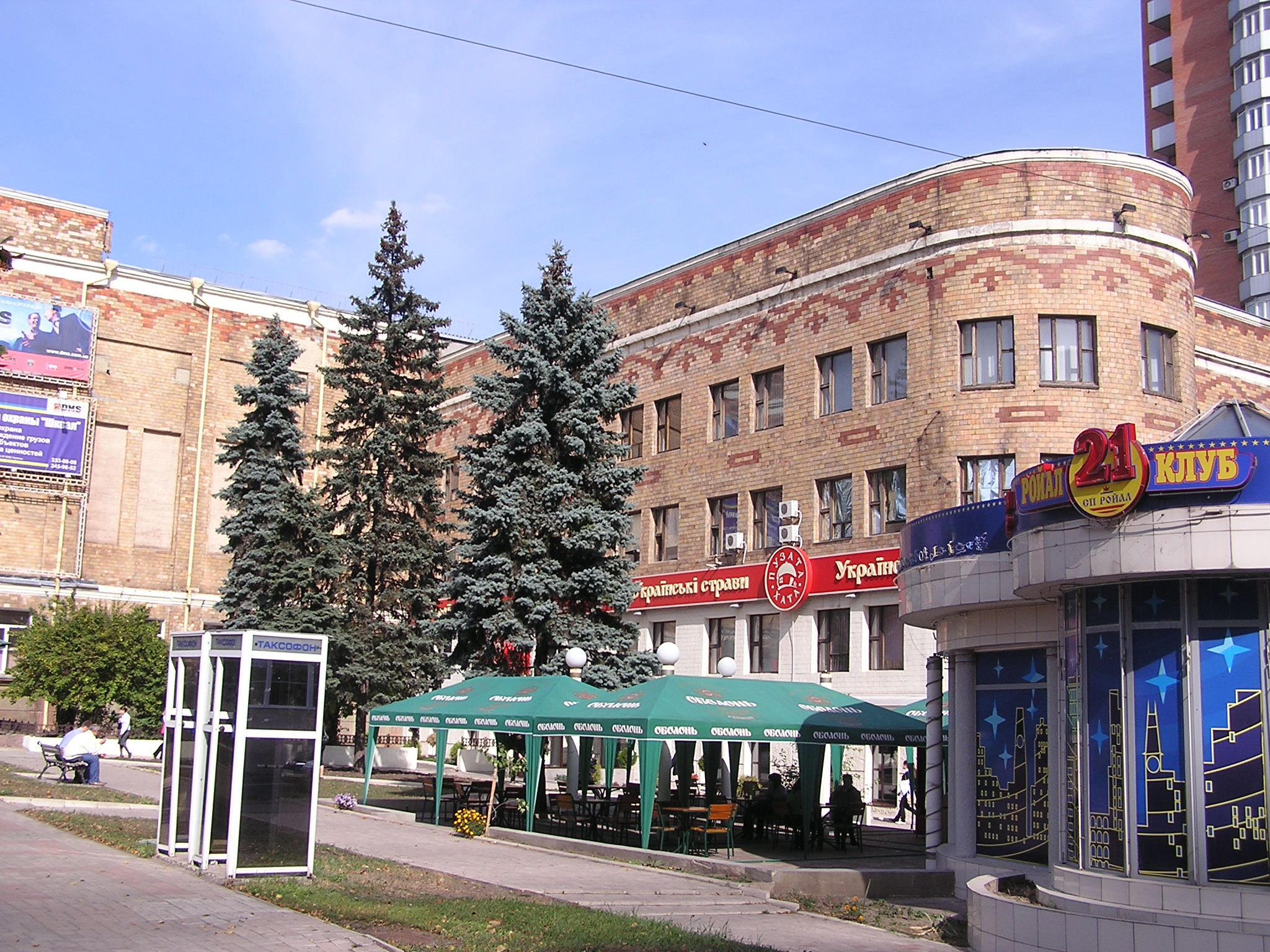
Донецкая областная филармония

### «Женщина-птица»
«Женщина-птица» — мозаичное панно выдающейся украинской художницы Аллы Александровны Горской в Донецке. Также в работе над созданием панно принимали участие Григорий Синица и Виктор Зарецкий. Вес — более 7,5 тонн, площадь 25 м2. Выполнено из смальты, цветного стекла и керамической плитки. Другое название — «Берегиня».
Панно было выполнено в 1966 году в ювелирном магазине «Рубин». В 2002 году при перепланировке здания под ресторан McDonald's строители собирались его убрать. На защиту работы Аллы Горской встали Донецкая областная организация Всеукраинского общества «Просвіта» и Донецкая областная организация Союза украинок Украины. До этого в 2000 году, при строительстве донецкого магазина «Марина» была разрушена другая работа Аллы Горской — «Украинка». Благодаря публикациям в СМИ панно «Женщина-птица» удалось отстоять и оно была оставлено и включено в интерьер ресторана McDonald’s.
В это же время была произведена реставрация. Панно перенесли с перекрытия на несущую стену. Фон мозаики был облицован южноафриканским чёрным мрамором. Работа была обрамлена красным деревом. Также был сооружён освещаемый подиум.
В 2008 году Национальный банк Украины выпустил юбилейную монету номиналом в 2 гривны, посвящённую Василию Семёновичу Стусу. На реверсе этой монеты портрет Стуса расположен на фоне стилизованной мозаики «Женщина-птица».

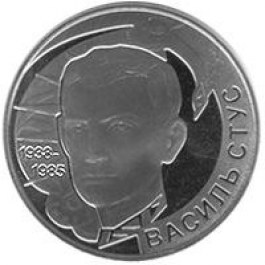
Реверс юбилейной монеты «Василь Стус», на фоне — стилизованная мозаика «Женщина-птица»

## Транспорт

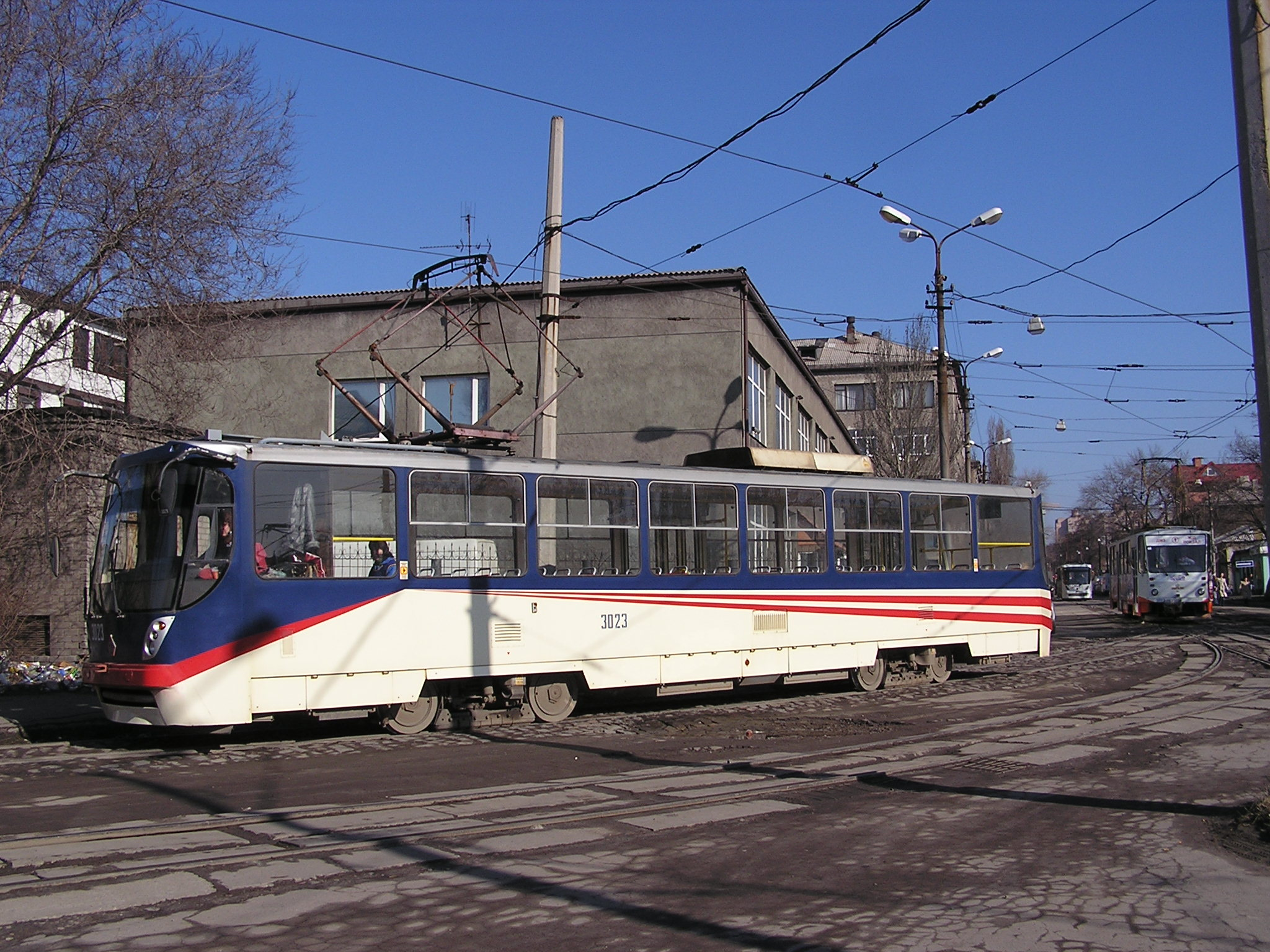
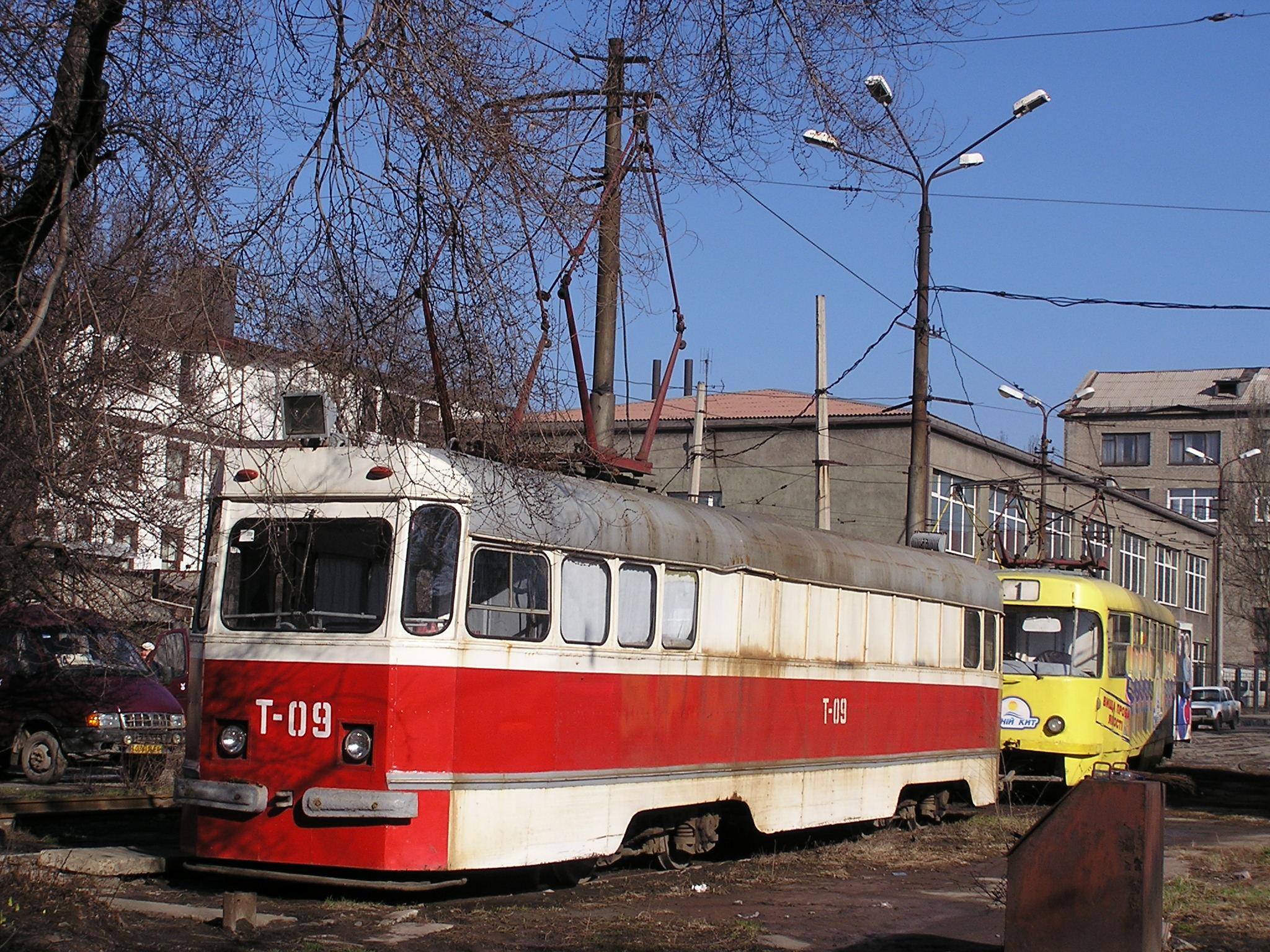
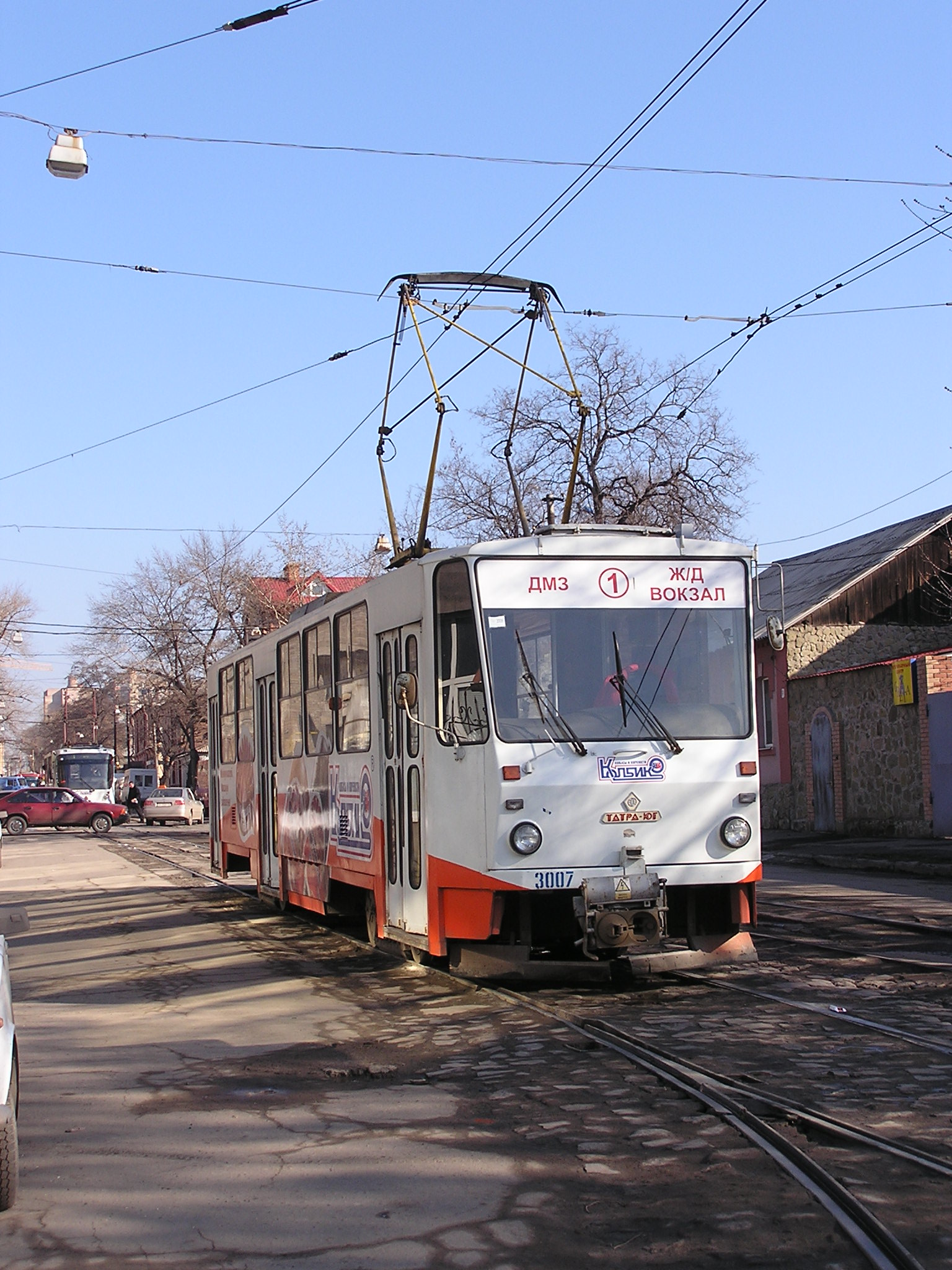
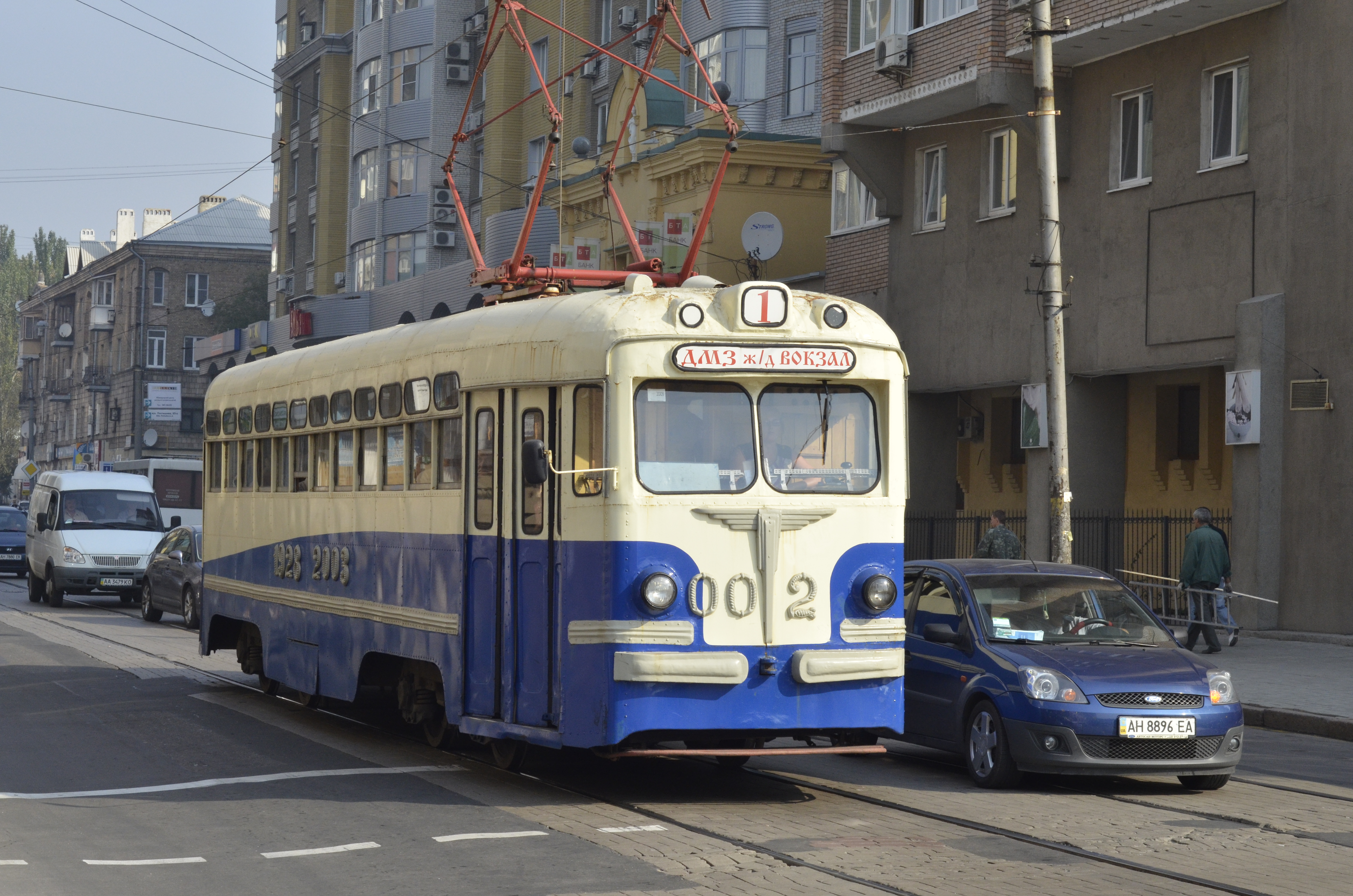
Ретро-трамвай

### Гостиница «Великобритания»
- Здание гостиницы «Великобритания». Дата обращения: 22 января 2010. Архивировано из оригинала 27 августа 2006 года.
- Константин Паустовский Книга о жизни. Беспокойная юность. Гостиница «Великобритания». Дата обращения: 22 января 2010. Архивировано из оригинала 11 марта 2007 года.
- «Великобритания».

### Дом Кроля
- Под прицелом — памятник архитектуры. Дата обращения: 22 января 2010. Архивировано из оригинала 31 декабря 2006 года.

### Постышева 44
- Сюжет о здании: Яндекс. Новости. Архивировано 30 ноября 2012 года., Новости Google.
- Истории в Донецке остается все меньше, Анна Гариечик «Салон Дона и Баса». Дата обращения: 22 января 2010. Архивировано 30 ноября 2012 года.
- В Донецке начался снос дома, являющегося памятником истории. Дата обращения: 22 января 2010. Архивировано из оригинала 28 сентября 2007 года.
- В Донецке на месте исторического памятника построят торговый центр. Дата обращения: 22 января 2010. Архивировано из оригинала 28 сентября 2007 года.
- От донецких памятников архитектуры останутся контуры. Дата обращения: 22 января 2010. Архивировано из оригинала 28 сентября 2007 года.
- В Донецке на месте памятника архитектуры построят торговый центр. Дата обращения: 22 января 2010. Архивировано из оригинала 30 ноября 2012 года.
- «Комсомольская правда» в Украине" — Двухтонная гиря разрушила прошлое Донецка. Дата обращения: 22 января 2010. Архивировано из оригинала 30 ноября 2012 года.
- «Комсомольская правда» в Украине" — На месте раритета построят небоскреб. Дата обращения: 22 января 2010. Архивировано из оригинала 30 ноября 2012 года.
- По улице Постышева 44 в Ворошиловском районе ведутся подготовительные работы к строительству Культурно-Общественного Торгового центра. Дата обращения: 22 января 2010. Архивировано из оригинала 30 ноября 2012 года.
- В центре Донецка строят очередной торговый центр. Фото. Дата обращения: 22 января 2010. Архивировано из оригинала 30 ноября 2012 года.
- Обсуждения в donetsk:
  - Что вы думаете по этому поводу? Дата обращения: 22 января 2010. Архивировано 9 декабря 2012 года.
  - проклятый старый дом!!!)). Дата обращения: 22 января 2010. Архивировано из оригинала 2 июля 2007 года.
  - все. дом по Постышева, 44 сносят. такие дела. Дата обращения: 22 января 2010. Архивировано 30 ноября 2012 года.
  - «Реабилитация» по Постышева 44. Дата обращения: 22 января 2010. Архивировано 16 декабря 2012 года.
- Проект торгового центра на месте памятника. Дата обращения: 22 января 2010. Архивировано из оригинала 27 сентября 2007 года.
- В Донецке на месте исторического памятника построят торговый центр (фото). Дата обращения: 22 января 2010. Архивировано из оригинала 2 декабря 2012 года.
- В Донецке появится новый торговый центр (фото). Дата обращения: 22 января 2010. Архивировано из оригинала 4 марта 2016 года.

### «Женщина-птица»
- «Женщина-птица» обрела новые крылья!
- Живая вода для мертвого «Древа жизни» (недоступная ссылка — история).
- Год духовности — под символами бездуховности.
- ДОНЕЦК. 1966 ГОД. Дата обращения: 3 апреля 2010. Архивировано из оригинала 26 августа 2005 года.
- О Викторе Зарецком. Дата обращения: 3 апреля 2010. Архивировано из оригинала 19 октября 2001 года.